# Leandro Lima (ator)
Leandro Lima Lemos (João Pessoa, 25 de fevereiro de 1982) é um ator, cantor e ex-modelo brasileiro.

## Carreira
Em 1999, aos dezessete anos, fundou a banda de axé Ala Ursa, na qual se tornou vocalista e passou se apresentar por todo o nordeste, além de cantar anualmente no tradicional Carnaval de João Pessoa. Em 2005, visando ganhar reconhecimento para o grupo, participou da quarta temporada do talent show Fama, no qual acabou não chegando entre os semifinalistas, sendo eliminado nas primeiras seleções. Em 2006 foi convidado por um produtor para realizar um teste para se tornar modelo, no qual foi aprovado e assinou com a Joy Models, contrariando o comum, onde os rapazes despontam para o mundo da moda na adolescência. Leandro deixou a banda para seguir a carreira como modelo, mudando-se para a Europa, onde desfilou para grandes grifes como Versace, Calvin Klein e Christian Dior S.A., além de ter realizando campanhas publicitárias em Milão, Paris, Londres e Madri. Durante essa época fez pequenas participações especiais em telenovelas durante o tempo em que estava no Brasil, incluindo o garoto de programa Vitório em Passione e o golpista Patrick em Insensato Coração. Em 2012 mudou-se para Nova Iorque para modelar.
Em 2013 realizou os testes para interpretar o sofredor Viktor na telenovela Joia Rara, na Rede Globo, porém Rafael Cardoso acabou sendo escolhido para o papel. Leandro também integrou a novela como Davi, um soldado ferido na guerra que se torna paraplégico, par de Mariana Ximenes. Logo após Leandro retornou para Nova Iorque, onde modelou para grifes como Intimissimi e Ellus e para revistas como Vogue Spain. Em 2017 passou nos testes para a telenovela medieval Belaventura, na RecordTV, onde interpretou o principe Jacques, filho de maquiavélicos condes, que contrastava entre o certo a se fazer e o desejo de ser sucessor ao trono.
Em setembro de 2022, foi confirmado na telenovela Terra e Paixão, que estreou em maio de 2023, onde interpretou o delegado Marino, par romântico de Lucinda (Débora Falabella).

## Vida pessoal
Entre 1999 e 2007 namorou a jornalista Daniela Lins, com quem teve uma filha, Giulia, nascida em 2000, quando Leandro tinha apenas 17 anos. Em 2011 começou a namorar a modelo Flávia Lucini.
Eles se conheceram em Milão, na Itália quatro anos antes, noivaram no Natal de 2015, após quatro anos de relacionamento. No mesmo ano, fotografaram junto para a campanha da grife francesa The Kooples. Em 2022 nasceu o primeiro filho do casal chamado Toni.
Leandro se formou em Publicidade e Propaganda no Centro Universitário de João Pessoa em 2004. Em 2011 se formou em teatro pelo Espaço Cultural José Lins do Rêgo. Em 2012 estudou artes cênicas no Lee Strasberg Theatre and Film Institute, em Nova Iorque.

## Filmografia

### Televisão
| Ano       | Título                                | Personagem                                        | Notas                                                   |
| --------- | ------------------------------------- | ------------------------------------------------- | ------------------------------------------------------- |
| 2003      | Popstars                              | Participante                                      | Temporada 2                                             |
| 2009      | Caras & Bocas                         | Éder                                              | Episódio: "13 de abril"                                 |
| 2009      | Poder Paralelo                        | Caio                                              | Episódio: "15 de abril"                                 |
| 2009      | Caminho das Índias                    | Ricardo                                           | Episódio: "4 de setembro"                               |
| 2010      | Dalva e Herivelto: uma Canção de Amor | Carlos                                            | Episódio: "6 de janeiro"                                |
| 2010      | Viver a Vida                          | Vítor                                             | Episódio: "10 de fevereiro"                             |
| 2010      | Passione                              | Vitório                                           | Episódio: "8 de setembro"                               |
| 2011      | Insensato Coração                     | Patrick de Jesus                                  | Episódios: "17 de janeiro–3 de março"                   |
| 2013      | Joia Rara                             | Davi Monteiro                                     |                                                         |
| 2015      | Saltibum                              | Participante (4º lugar)                           | Temporada 2                                             |
| 2016      | Chapa Quente                          | Alberto                                           | Episódio: "De Ciumento e Louco Todo Mundo Tem Um Pouco" |
| 2017      | Belaventura                           | Jacques de Alencastro Bourbon, Príncipe de Valedo |                                                         |
| 2018      | Dancing Brasil                        | Repórter                                          |                                                         |
| 2018      | Lia                                   | Rubem de Israel                                   |                                                         |
| 2019–2020 | Coisa Mais Linda                      | Francisco Carvalho (Chico)                        |                                                         |
| 2020      | La Doña                               | Thiago Vidal                                      |                                                         |
| 2022      | Pantanal                              | Levi Sampaio                                      | Episódios: "12 de abril–13 de junho"                    |
| 2023–2024 | Terra e Paixão                        | Delegado Marino Guerra                            |                                                         |
| 2024      | Matilha                               | Hitman Carvalho                                   |                                                         |
| 2025      | Vale Tudo                             | Walter Barbosa de Araújo                          | Episódios: "10 de junho–13 de agosto"                   |
| 2025      | Três Graças                           | Herculano                                         |                                                         |

### Cinema
| Ano  | Título                       | Personagem                   | Nota(s)        |
| ---- | ---------------------------- | ---------------------------- | -------------- |
| 2002 | Cidade de Deus               | Jovem a Bando de Cenoura     |                |
| 2018 | Chacrinha: O Velho Guerreiro | Ademir de Menezes (Queixada) |                |
| 2019 | Quem Matou                   | Lucas                        | Curta-metragem |
| 2020 | Solteira Quase Surtando      | Felipe                       |                |
| 2023 | O Lado Bom de Ser Traída     | Marco Ladeia                 |                |
| 2023 | Minha Irmã e Eu              | Cowboy/Boiadeiro             |                |

## Teatro
| Ano  | Título                             | Personagem    |
| ---- | ---------------------------------- | ------------- |
| 2014 | A Minha Primeira Vez               |               |
| 2022 | Gaslight - Uma Relação Tóxica      | Ralf          |
| 2024 | Paixão de Cristo: Um Musical de Fé | Jesus         |
| 2024 | Elvis - A Musical Revolution       | Elvis Presley |

## Prêmios e indicações
| Ano  | Prêmio                    | Categoria                       | Indicação                     | Resultado |
| ---- | ------------------------- | ------------------------------- | ----------------------------- | --------- |
| 2013 | Melhores do UOL e PopTevê | Atriz/Ator Revelação            | Joia Rara                     | Indicado  |
| 2023 | Prêmio Bibi Ferreira      | Melhor Ator Coadjuvante em Peça | Gaslight – Uma Relação Tóxica | Indicado  |
| 2023 | Prêmio Noticiasdetv.com   | Melhor Ator Coadjuvante         | Terra e Paixão                | Indicado  |
| 2024 | Prêmio iBest              | Influenciador Paraíba           | Leandro Lima                  | Pendente  |